# Коринфский залив
Кори́нфский зали́в (греч. Κορινθιακός κόλπος) — глубокий узкий залив Ионического моря в Греции, между Центральной Грецией на севере и полуостровом Пелопоннесом на юге. 
На востоке ограничен Коринфским перешейком, через который прорыт одноимённый канал в Эгейское море, а на западе отделён от залива Патраикоса проливом Рион и Андирион, через который перекинут мост Рион — Андирион, самый длинный вантовый мост в Европе. Длина залива около 115 километров, максимальная ширина у Кьятона около 25 километров. Сужается до 4 километров между Дрепаноном и дельтой реки Морноса, и до 1920 м в самой узкой точке, между Рионом и Андирионом.
Теснина Дрепанона и пролив Рион и Андирион образованы наносами небольших рек и ручьёв. Северные берега Коринфского залива крутые и изрезанные, с множеством бухт и заливов, самыми важными из которых являются гавани Нафпактоса, Итея и Андикиры. Южные берега Коринфского залива более гладкие и окружены узкой полосой отложений третичного и четвертичного периодов, состоящих из конгломерата, мергеля и песчаника. На востоке залив делится на большой залив Алкионидес на севере и меньшую Коринфскую бухту на юге.
Коринфский залив окружают горы, такие как Гьона, Парнас, Геликон, Герания и другие в Центральной Греции, Килини, Ароания, Панахаикон и другие на Пелопоннесе. Только юго-восточное побережье имеет холмистый рельеф.
Между Патраикосом и Коринфским заливом наблюдается приливное течение, подобное течению в проливе Эврипе, но значительно слабее, всего 3—4 километра в час.
Коринфский залив считается асимметричной тектонической впадиной, разломы, связанные с его образованием преимущественно почти вертикальны. Эпицентры землетрясений вдоль залива свидетельствуют о сейсмической активности разломов. Залив расположен в одной из самых сейсмически опасных областей Европы.
Коринфский залив окружают: периферийные единицы Этолия и Акарнания и Фокида на севере, Беотия на северо-востоке, Западная Аттика на востоке, Коринфия на юго-востоке и юге и Ахея на юго-западе.
По южному побережью проходит автострада 8 «Олимпия» Патры — Коринф — Афины, часть европейского маршрута E65. По северному побережью проходит национальная дорога 48 Нафпактос — Левадия, которая также является частью европейского маршрута E65.